# Лев Фока Старший
Лев Фока Старший — византийский полководец начала X века из знатного рода Фок. Старший брат Варды Фоки.

## Биография

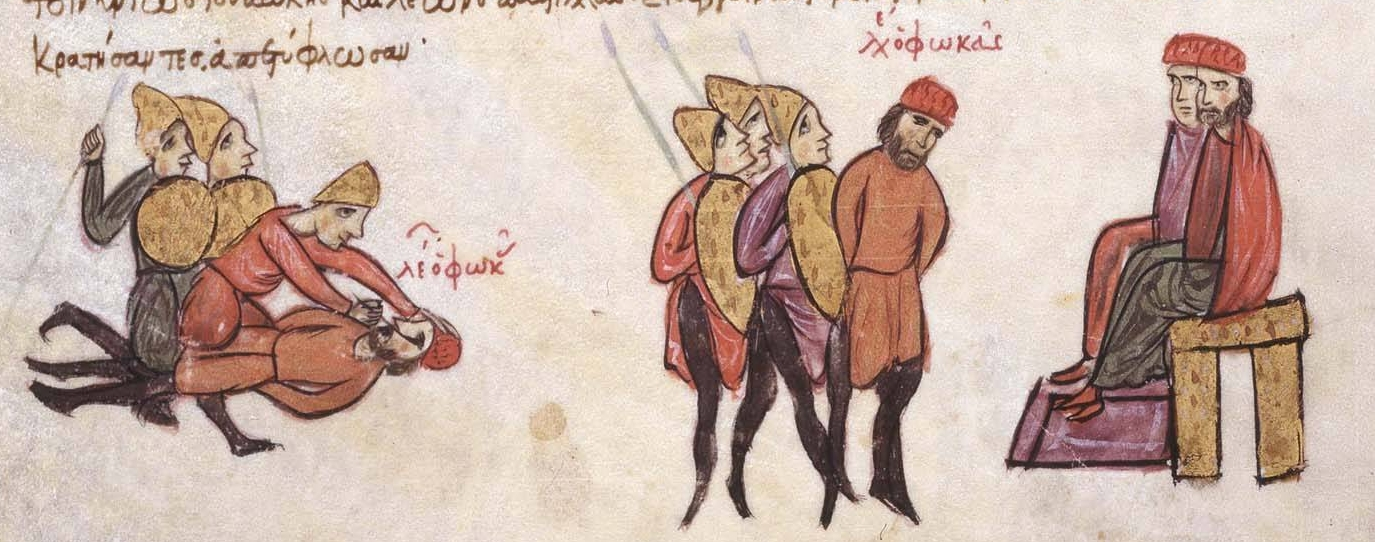
Ослепление Льва Фоки на миниатюре XIII века из хроники Скилицы

В качестве доместика схол командовал всеми византийскими армиями. В 917 году вёл крупномасштабные боевые действия против армии болгар. Потерпел от них поражения в битвах при Ахелое и Катасирти.
Во время правления молодого византийского императора Константина VII Лев Фока планировал захват престола, однако его опередил адмирал Роман Лакапин, которому удалось стать опекуном, а затем «отцом» императора.
После узурпации Романом власти в Византии Лев поднял против него мятеж, окончившийся неудачей, после которого был взят в плен и ослеплён.